# Dick Taylor
Dick Taylor, född Richard Clifford Taylor den 28 januari 1943 i Dartford i Kent, är en brittisk gitarrist och medlem i rockbandet The Pretty Things, och tidigare basist i The Rolling Stones.
Taylor var med i originaluppsättningen av Rolling Stones men hoppade av 1963, innan de hunnit släppa sitt första album, och ersattes av Bill Wyman. Samma år bildade han The Pretty Things tillsammans med sångaren Phil May.

## Diskografi
Studioalbum med The Pretty Things
- The Pretty Things (1965) – UK No. 6
- Get the Picture? (1965)
- Emotions (1967)
- S.F. Sorrow (1968)
- Cross Talk (1980)
- ... Rage Before Beauty (1999)
- Balboa Island (2007)
- The Sweet Pretty Things (Are in Bed Now, of Course...) (2015)

Live-EP (solo)
- Rocking The Stones (1990)